# 제타 함수 조절
제타 함수 조절(영어: zeta function regularization)은 물리학에서 쓰이는 조절 기법의 하나다. 수치해석적으로는 수렴 속도가 느려 쓸모가 없으나, 이론적으로는 다루기 편하다. 특히 카시미르 효과 등 영점 에너지의 계산과 끈 이론에 자주 쓰인다. 이 조절을 쓸 때 자주 등장하는 리만 제타 함수의 이름을 딴 것이다.
"제타 함수 정칙화" 라고도 한다.

## 정의
어떤 발산하는 합
{\displaystyle S=\sum _{n=1}^{\infty }f(n)}
이 있다고 하자. 여기서 {\displaystyle f(x)}는 정칙함수라고 가정하자. 이를 제타 함수 조절하려면 다음과 같이 규칙자 {\displaystyle s}를 삽입한다.
{\displaystyle S(s)=\sum _{n=1}^{\infty }f(n)n^{-s}}
여기서 {\displaystyle s}가 충분히 크다면 {\displaystyle S(s)}는 수렴하는 경우가 잦다. 이와 같은 경우에, 만약 {\displaystyle s=0}에서의 특이점이 제거가능하다면, {\displaystyle s=0}로 해석적 연속을 취한다.
예를 들어, 카시미르 효과 등에 등장하는 합
{\displaystyle S=\sum _{n=1}^{\infty }n}
을 생각하자. 이 경우에는 규칙화하면
{\displaystyle S(s)=\sum _{n=1}^{\infty }n^{1-s}=\zeta (s-1)}
을 얻는다. (여기서 {\displaystyle \zeta (x)}는 리만 제타 함수다.) 이제 {\displaystyle s\to 0}을 취하면
{\displaystyle \lim _{s\to 0}S(s)=\zeta (-1)=-{\frac {1}{12}}}
이 된다.